# Tylototriton wenxianensis
Tylototriton wenxianensis é uma espécie de anfíbio caudado pertencente à família Salamandridae. Endêmica da China.